# Gabi Martínez
Gabi Martínez (Barcelona, 1971) es un escritor, guionista y periodista español. Es considerado uno de los representantes españoles de la literatura de viajes, con obras como Los mares de Wang, En la Barrera o Voy. También ha escrito novelas y libros de no ficción basados en investigaciones reales. Destacan sus libros Sólo para gigantes (Alfaguara) y Las defensas (Seix Barral). El escritor recibió el premio Continuará 2012 de TVE Cataluña por su trayectoria literaria.

## Biografía
Gabi Martínez es hijo de madre extremeña. Viajero, el autor partió hacia Marruecos para escribir la historia de un viaje. El año 1999 debuta en el género de la literatura de Viajes con su primera novela, Solo marroquí (Plaza & Janés). En  2000 publica Anticreta y Diablo de Timanfaya, los dos editados por Debolsillo. La segunda, donde se advierte del riesgo de erupciones que podían poner en peligro las edificaciones costeras de algunas islas de las Canarias, generó gran controversia cultural y política, siendo objeto de censura por parte del gobierno canario.
El año 2002 publica Hora de Times Square (Mondadori) y en 2004 Ático (Destino), obra que afinó su carácter renovador y que fue seleccionada entre las cinco novelas más representativas de la vanguardia española de los últimos 20 años, según la editorial Palgrave/MacMillan. En este libro el autor defiende la necesidad de incorporar a la novela temas propios del siglo XXI como las nuevas tendencias tecnológicas o el mundo virtual.
El año 2005 publica su libro de reportajes Una España inesperada por el que El Periódico de Catalunya lo distingue como uno de “los doce apóstoles” del periodismo literario en español. 
El año 2007, raíz de un viaje que hizo por el río Nilo, publica la novela Sudd (Alfaguara), considerada por la revista Qué Leer y El Periódico de Cataluña cómo una de las diez mejores novelas de 2007, y convertida en cómic por Glénat. Ambientada en África, la novela invita al lector a descubrir una geografía hostil y devoradora con un grupo de empresarios, políticos y representantes de tribus que viajan hacia el sur del país, con la intención de acabar con un conflicto de más de 20 años.
El libro Los mares de Wang (Alfaguara, 2008) fue escogido entre los diez mejores libros de no ficción de 2008 por la revista Qué Leer y quedó finalista del II Premio Internacional de la Literatura de viajes Camino del Cid El autor narra el viaje que él mismo hizo por la costa china con su traductor Wang, un chico de interior educado en los valores comunistas que nunca había visto el mar. Desde la frontera con Corea del Sur hasta Vietnam, el libro describe la vida de la China actual, motor de cambios mundiales.
El año 2011 publica Sólo para gigantes (Alfaguara), escogida como mejor obra de no ficción en lengua española del 2011. En 2019 fue elegido runner up del Premio Valle Inclán como mejor traducción a la lengua inglesa de un libro escrito en español. Astiberri publica la versión en cómic ilustrada por Tyto Alba.  La obra narra la historia del zoólogo y cooperante Jordi Magraner, asesinado en el Pakistán en 2002. 
El año 2012 publica En la barrera (Altaïr), un libro de viajes por la Gran Barrera de Coral australiana. Este mismo Gabi Martínez recibe el premio Continuará de TVE Cataluña por su trayectoria literaria. Con la publicación de Voy (Alfaguara, 2014) el  escritor considera culminada una etapa caracterizada por la creación de libros de viajes, tal como expresa en una entrevista en el País.
Una ñ inesperada. Crónica de una desobediencia es la crónica del seguimiento que Gabi Martínez hizo al líder de la CUP Antonio Baños durante la campaña electoral de las Elecciones al Parlamento de Cataluña de 2015. Ciertos imprevistos provocaron que el autor la haya publicado en Amazon de forma independiente.
Con Las defensas (Seix Barral), el autor ofrece una novela sobre Barcelona protagonizada por un neurólogo. La historia evidencia la enorme presión y las muchas contradicciones que hoy se viven en las ciudades del primer mundo. Considerado mejor libro en español de 2017 por Librotea de El País, está siendo traducido en varios países.
Animales invisibles (Capitán Swing y Nórdica) se publica en 2019. Es el fruto de quince años de exploraciones siguiendo junto al arqueólogo Jordi Serrallonga el rastro de animales legendarios, extinguidos o muy difíciles de ver pero anclados en el imaginario de las sociedades a las que pertenecen. El Tigre blanco coreano, el moa neozelandés, el yeti del Hindu Kush, el picozapato de Uganda y Sudán, la danta de Venezuela y la Gran Barrera de Coral australiana son los protagonistas.
Gabi Martínez ha coguionizado 2 documentales: Ordinary boys (2008), un documental de ficción sobre el barrio de Tetuán y que fue seleccionado por el MoMA de Nueva York para la sección New directors / New films Series, y Angels & Dusts (2013), un documental sobre el DJ barcelonés encarcelado en Panamá, Angel Dust.
Su obra ha sido traducida a varias lenguas.

## Obra
- Solo marroquí (Plaza & Janés, 1999)
- Anticreta (Debolsillo, 1999)
- Diablo de Timanfaya (Debolsillo, 2000)
- Hora de Times Square (Mondadori, 2002)
- Ático (Destino, 2004)
- Una España inesperada (Poliedro, 2005)
- Sudd (Alfaguara, 2007)
- Los mares de Wang (Alfaguara, 2008)
- Sudd. Novela gráfica (Glénat, 2011)
- Solo para gigantes (Alfaguara, 2011)
- Solo para gigantes (Astiberri, 2012)
- Voy (Alfaguara, 2014)
- Las defensas (Seix Barral, 2017)
- Una ñ inesperada (amazon, 2017)[10]
- Animales invisibles (NordicaLibros, 2019)[11]

## Premios y reconocimientos
- Premio Continuará 2012 de TVE Cataluña, por su trayectoria literaria
- Finalista del II Premio Internacional de la Literatura de Viajes Ando de Cid, por la obra Los mares de Wang (2008).
- Runner up del Premio Valle Inclán como mejor traducción a la lengua inglesa de un libro escrito en español.